# Universidad de Tecnología y Gestión
La Universidad de Tecnología y Gestión (del inglés: University of Technology and Management), en hindi: प्रौद्योगिकी एवं प्रबंधन विश्वविद्यालय es una universidad india fundada en 2010 por la Ley de UGC de 2010, de conformidad con la Sección 2 (f) de la Ley de UGC de 1956. La universidad se encuentra en Shillong, la capital del estado de Meghalaya. Es la primera universidad india de introducir la ingeniería de computación en la nube como campo de estudio, en colaboración con IBM y la Universidad de Estudios de Energía y Petróleo.
- Datos: Q7896406